# Bâtiment du musée local d'Aleksinac
Le bâtiment du musée local d'Aleksinac (en serbe cyrillique : Грађанска кућа у Ул. Момчила Поповића 13 у Алексинцу ; en serbe latin : Građanska kuća u Ul. Momčila Popovića 13 u Aleksincu) se trouve à Aleksinac et dans le district de Nišava, en Serbie. Il est inscrit sur la liste des monuments culturels protégés de la république de Serbie (identifiant no SK 850),,.

## Présentation
La bâtiment, situé 20 rue Momčila Popovića, a été construit avant 1833. En 1839, le marchand Anastas Špartalj est mentionné comme le premier propriétaire de la maison ; la famille Špartalj y a vécu jusqu'en 1934.
La maison, composée d'un rez-de-chaussée et d'un étage, a été construite selon la technique des colombages ; à l'étage se trouve un doksat en bois (sorte de terrasse en avancée couverte mais ouverte) ; le toit est recouvert de tuiles et se prolonge par de larges auvents. Par son style, elle est caractéristique de l'architecture civile ottomane du début du XIXe siècle.
Depuis 1963, le bâtiment abrite les collections permanentes du musée local d'Aleksinac créé cette année-là.